# Lijst van Tweede Kamerleden voor de Kappeynianen
Een overzicht van alle voormalige Tweede Kamerleden voor de kappeynianen.
| Tweede Kamerlid              | Begindatum        | Einddatum         |
| ---------------------------- | ----------------- | ----------------- |
| W.A. Bergsma                 | 15 september 1879 | 10 oktober 1884   |
| J.L. de Bruijn Kops          | 15 september 1879 | 10 oktober 1884   |
| A. Buma                      | 27 januari 1882   | 10 oktober 1884   |
| W. van Heeckeren van Kell    | 19 januari 1882   | 10 oktober 1884   |
| S. Hingst                    | 15 september 1879 | 10 oktober 1884   |
| I.F. van Humalda van Eysinga | 16 september 1879 | 15 april 1884     |
| K.H. de Jong                 | 15 september 1879 | 10 oktober 1884   |
| W. van der Kaay              | 15 september 1879 | 10 oktober 1884   |
| L.E. Lenting                 | 15 september 1879 | 19 november 1881  |
| W. de Meijier                | 15 september 1879 | 10 oktober 1884   |
| Ch.J.F. Mirandolle           | 15 september 1879 | 20 juni 1884      |
| A. Moens                     | 15 september 1879 | 30 oktober 1880   |
| K.A. Rombach                 | 15 september 1879 | 10 oktober 1884   |
| J.W.H. Rutgers van Rozenburg | 15 september 1879 | 18 september 1881 |
| J.W.H. Rutgers van Rozenburg | 14 november 1881  | 10 oktober 1884   |
| J.P.R. Tak van Poortvliet    | 24 februari 1880  | 10 oktober 1884   |
| H.O. Wichers                 | 19 september 1881 | 10 oktober 1884   |